# Garci Pérez Rendón de Burgos
Garci Pérez Sarmiento, nacido alrededor del año 1250 y natural de Villamayor, le llamaron «de Burgos» por haberse criado en la famosa ciudad de este nombre. Hijo de Diego Pérez Sarmiento, señor de Villamayor y Salvatierra, y de Elvira García de Villamayor. Fue el fundador de la casa Rendón.
En 1268, fecha en que se terminó de escribir el Libro del Repartimiento de Jerez, García Pérez Sarmiento, «de Burgos» estaba casado con Elvira Sánchez, su mujer, y como desde ese año al de 1334, en que Alfonso XI hizo confirmación del privilegio del rey Sabio, median 66, suponiendo que el progenitor de los Rendones contrajera matrimonio a los veinte años de edad, puede creerse que la duración de su vida anduvo alrededor de los noventa.
En 1291, hallándose los cristianos a vista de los moros en la Batalla de Algeciras y Tarifa, dijo García Pérez en voz alta sin acuerdo: «¿Que hacéis, señores, mirando a los moros? A ellos, a ellos, señores, de rendón». Con esto acometieron todos tras él, rompiendo por los moros les hicieron dejar el campo, siguiéndoles al alcance. El rey  Sancho IV de Castilla, porque sin acuerdo hizo aquella acción, le habló con severidad, advirtiéndole para semejantes casos su obligación; mas viéndole el rey con la lanza quebrada y llena de sangre, y que le respondió para satisfacerle con dulces palabras, le dijo el rey: «Basta que hebeis fecho tan honradamente que mereceis á mucha honra ser caballero»”. Respondióle García Pérez: «Yo soy fidalgo del noble linage de Sarmiento, como a Vuestra Señoría es notorio. La Vuestra Señoría me ha de dar con que siga la guerra y muera en vuestro servicio». Díjole el rey: «Yo os quiero armar caballero notorio é daros nuevo renombre del linage notorio, que es la mas notable manera de nobleza»”.
El rey Sancho IV, le armó caballero de la Orden de la Banda y le dio el apellido «de Rendón», y en memoria de tal hecho le concedió las armas: escudo partido en dos partes a través, con una banda real de Castilla de oro, tenida de los dos extremos de dos bocas o cabezas de sierpes, que llaman dragantes o tragantes. De la banda abajo el campo verde, en que fue la batalla, y de la banda arriba el rojo, simbolizando la sangre derramada de los moros, con bordura de gules y trece roeles de oro, insignia de la casa de Sarmiento. Yelmo con cuatro lanzas rotas y tres estacas sostenidas por un brazo armado. Divisa: «Vencer y Nunca Vencido».
Consta que García Pérez Rendón «de Burgos» tuvo por hijo a García Pérez Rendón, el cual fue favorecido de Enrique II de Castilla «el de las Mercedes», que le concedió «cinco myll maravedís en tierra por tres lanças cada ano por nuestro vasallo y le confirmó el privilegio familiar en las cortes que nos mandamos fazer en la muy noble Çiudad de burgos veyntedos del mes de febrero hera de myll e quatrocientos y çinco años», las primeras que reunió en Castilla el hijo bastardo de Alonso XI, viviendo aún su hermano el rey  Pedro y de ello se puede colegir que García Pérez Rendón tomó parte en las banderías con que la regia rivalidad fratricida asoló la tierra, en contra del desdichado hijo legítimo del vencedor de la batalla del Salado.
García Pérez Rendón, su hijo, vivió en Sevilla y casó con una señora del linaje de los Suárez de Toledo, Catalina, la nombran en las genealogías familiares, y le dieron heredades en la villa de La Algaba donde vivió y está sepultado.